# Sheridan Bluff
La Sheridan Bluff (in lingua inglese: Falesia Sheridan), è una falesia o scogliera antartica, situata sul versante meridionale della congiunzione tra il Ghiacciaio Poulter e il Ghiacciaio Scott, 3,2 km a est-sudest del Monte Saltonstall, nei Monti della Regina Maud, in Antartide.
La falesia è stata mappata dall'United States Geological Survey (USGS) sulla base di rilevazioni e foto aeree scattate dalla U.S. Navy nel periodo 1960-64.
La denominazione è stata assegnata dall'Advisory Committee on Antarctic Names (US-ACAN) in onore di Michael F. Sheridan, professore di geologia all'Arizona State University e membro del gruppo dell'United States Antarctic Research Program (USARP) che lavorò in quest'area durante la stagione 1978-79.